# St. Nikolaus (Haugenried)

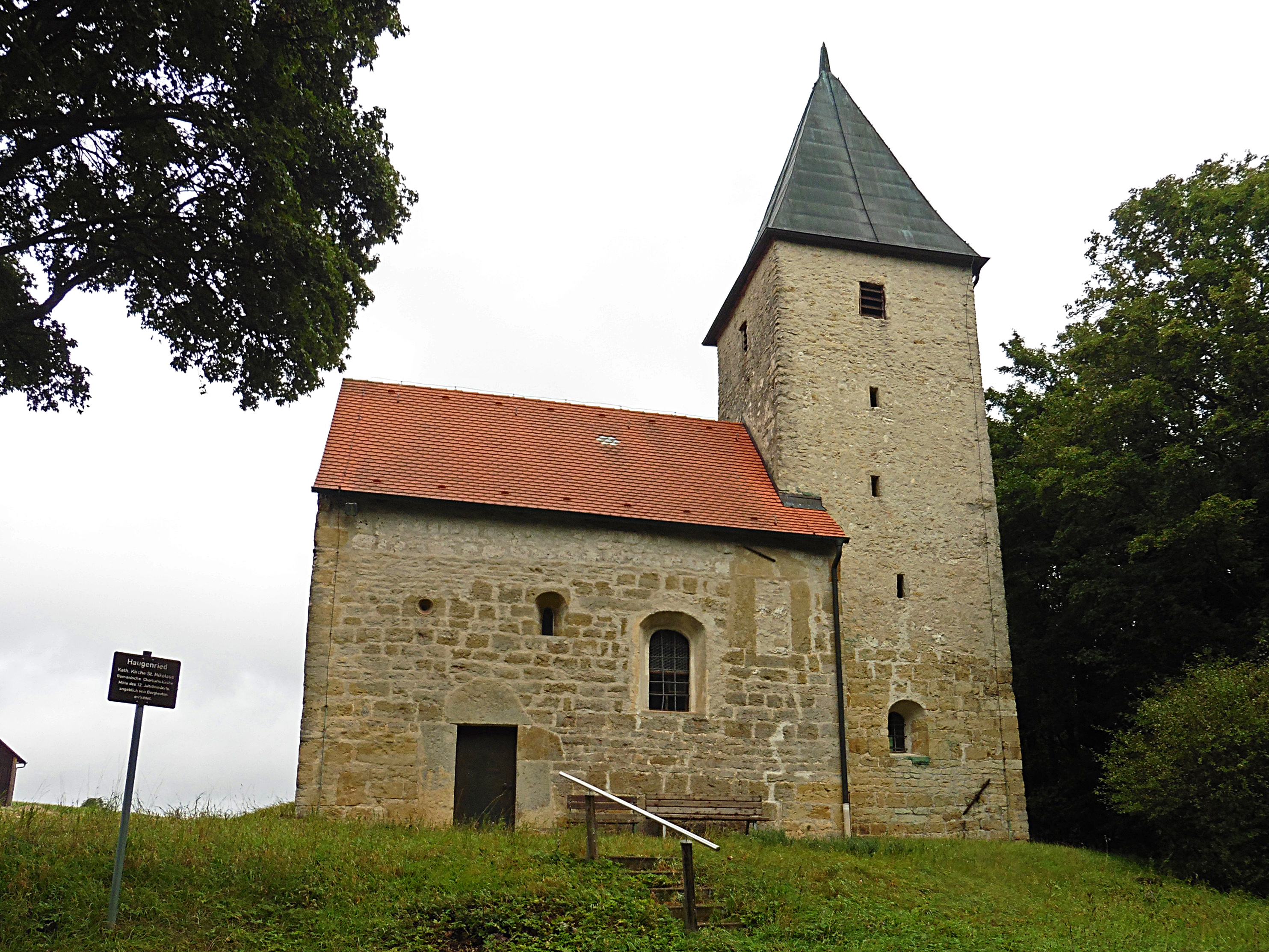
St. Nikolaus (Haugenried)

Die römisch-katholische Filialkirche St. Nikolaus steht in Haugenried, einem Gemeindeteil des Marktes Nittendorf im Landkreis Regensburg der Oberpfalz. Das Bauwerk ist unter der Denkmalnummer D-3-75-175-12 als Baudenkmal in die Bayerische Denkmalliste eingetragen.

## Beschreibung
Die Saalkirche wurde im 12. Jahrhundert von Bergleuten erbaut. Sie besteht aus einem Langhaus, das mit einem Satteldach bedeckt ist, und einem quadratischen Chorturm im Osten, den ein Pyramidendach abschließt.
Der Innenraum des Chors, d. h. das Erdgeschoss des Chorturms, ist mit einem Kreuzgratgewölbe überspannt, der des Langhauses mit einer Holzbalkendecke. Im Westen befindet sich eine Empore. Zur Kirchenausstattung gehört ein um 1740 gebauter Altar zwischen Säulen, verziert mit Reliefs, auf denen Maria und der heilige Nikolaus zu sehen sind.